# Royal Society of New South Wales
Die Royal Society of New South Wales ist eine australische Gelehrtengesellschaft mit Sitz in Sydney. Sie wurde am 7. Juni 1821 als Philosophical Society of Australasia gegründet. Sie ist die älteste Gelehrtengesellschaft in Australien und eine der ältesten der südlichen Erdhalbkugel.
Nach einer Periode der Inaktivität wurde sie am 19. Januar 1850 in Australian Philosophical Society umbenannt. Der jetzige Name wurde am 12. Dezember 1866 durch einen königlichen Beschluss festgesetzt.
Es darf jeder beitreten, der an den Studien der Wissenschaften, Kunst, Literatur und Philosophie interessiert ist. Die Gesellschaft gibt das Journal and Proceedings of The Royal Society of New South Wales heraus. In Sydney finden regelmäßige monatliche Treffen statt, außerdem gilt der Zweig der Gesellschaft in den Southern Highlands als sehr aktiv. Der Generalgouverneur von Australien und der Gouverneur von New South Wales sind Schirmherren der Gesellschaft.

## Erwähnenswerte Mitglieder
- Edward Wollstonecraft, ein Gründungsmitglied der ursprünglichen Philosophical Society of Australasia
- William Branwhite Clarke, Geologe und langjähriger Vizepräsident
- Philip Sydney Jones, Chirurg und 51 Jahre Mitglied gewesen
- Simon Jacques Prokhovnik, Mathematiker und Hochschullehrer

## Präsidenten
Liste ist unvollständig!
- Thomas Brisbane, 1821
- George Handley Knibbs, 1881
- Archibald Liversidge, 1885, 1889 und 1900
- Charles Smith Wilkinson, 1887
- William Henry Warren, 1892 und 1902
- Henry Chamberlain Russell
- Frederick Bickell Guthrie, 1903
- Richard Hind Cambage, 1912 und 1923
- Henry George Smith, 1913
- Ernest Clayton Andrews, 1921
- Carl Süssmilch, 1922
- Edgeworth David
- James Douglas Stewart, 1927–1928
- William Rowan Browne, 1932–33
- Arthur Bache Walkom, 1943
- Ronald Sydney Nyholm, 1954
- Peter A. Williams, 2000
- D. A. Craddock, 2001–2002
- K. Kelly, 2003–2004
- J. C. Kelly, 2005–2006
- J. R. Hardie, 2007–2011
- D. C. A. Hector, 2012–2015
- D. B. Hibbert, 2016–2017
- Ian Hugh Sloan, 2018–2020
- S. M. Pond, 2021–